# Vægtløftning under sommer-OL 2012 – 69 kg kvinder
Kvindernes 69 kg vægtklasse i vægtløfting under Sommer-OL 2012 fandt sted den 1. august 2012 på ExCeL Exhibition Centre i London.

## Resultater
15 udøvere deltog.
| Nr.     | Udøver                     | Gruppe | Krops vægt | Træk (kg) | Træk (kg) | Træk (kg) | Træk (kg) | Stød (kg) | Stød (kg) | Stød (kg) | Stød (kg) | Totalt |
| Nr.     | Udøver                     | Gruppe | Krops vægt | 1         | 2         | 3         | Resultat  | 1         | 2         | 3         | Resultat  | Totalt |
| ------- | -------------------------- | ------ | ---------- | --------- | --------- | --------- | --------- | --------- | --------- | --------- | --------- | ------ |
| Guld    | Rim Jong-Sim (PRK)         | A      | 68.22      | 111       | 115       | 117       | 115       | 142       | 146       | 146       | 146       | 261    |
| Sølv    | Roxana Cocoș (ROU)         | A      | 68.00      | 108       | 111       | 113       | 113       | 138       | 143       | 146       | 143       | 256    |
| Bronze} | Maryna Shkermankova (BLR)  | A      | 68.21      | 108       | 113       | 117       | 113       | 135       | 140       | 143       | 143       | 256    |
| 4       | Dzina Sazanavets (BLR)     | A      | 68.49      | 108       | 113       | 115       | 115       | 136       | 136       | 141       | 141       | 256    |
| 5       | Anna Nurmukhambetova (KAZ) | A      | 68.71      | 110       | 115       | 117       | 115       | 136       | 140       | 140       | 136       | 251    |
| 6       | Ubaldina Valoyes (COL)     | A      | 68.98      | 108       | 111       | 113       | 111       | 130       | 135       | 135       | 135       | 246    |
| 7       | Huang Shih-hsu (TPE)       | A      | 68.45      | 110       | 115       | 115       | 110       | 130       | 130       | 131       | 131       | 241    |
| 8       | Marie-Ève Beauchemin (CAN) | B      | 68.92      | 100       | 100       | 104       | 104       | 130       | 134       | 135       | 135       | 239    |
| 9       | Esmat Mansour (EGY)        | A      | 68.42      | 105       | 105       | 108       | 105       | 130       | 130       | 134       | 130       | 235    |
| 10      | Ghada Hassine (TUN)        | B      | 68.64      | 97        | 101       | 102       | 102       | 115       | 120       | 125       | 120       | 222    |
| 11      | Rosa Tenorio (ECU)         | B      | 68.72      | 95        | 95        | 100       | 95        | 115       | 115       | 120       | 115       | 210    |
| 12      | Natasha Perdue (GBR)       | B      | 67.98      | 92        | 92        | 95        | 92        | 113       | —         | —         | 113       | 205    |
| 13      | Mercy Obiero (KEN)         | B      | 67.85      | 72        | 76        | 76        | 76        | 100       | 105       | 111       | 105       | 181    |
| –       | Meline Daluzyan (ARM)      | A      | 68.65      | 111       | 115       | 115       | 111       | 140       | 140       | 142       | —         | DNF    |
| –       | Mun Yu-Ra (KOR)            | B      | 68.56      | 102       | 102       | 102       | —         | —         | —         | —         | —         | DNF    |